# Acacia callicoma
Acacia callicoma är en ärtväxtart som beskrevs av Meissner. Acacia callicoma ingår i släktet akacior, och familjen ärtväxter. Inga underarter finns listade i Catalogue of Life.